# Dave Deutsch
David "Dave" Deutsch (Brooklyn, Nueva York, 13 de mayo de 1945) es un exjugador de baloncesto estadounidense que disputó una temporada en la NBA. Con 1,85 metros de estatura, jugaba en la posición de base.

## Trayectoria deportiva

### Universidad
Jugó durante cuatro temporadas por los Yellowjackets de la Universidad de Rochester, siendo el único jugador de dicha institución en llegar a jugar en la NBA.

### Profesional
Fue elegido en la nonagésimo octava posición del Draft de la NBA de 1966 por New York Knicks, con los que únicamente disputó 19 partidos en los que promedió 1,1 puntos y 1,1 rebotes.
Al año siguiente es incluido en el Draft de Expansión que se celebró por la llegada de nuevos equipos a la liga, siendo elegido por los Seattle SuperSonics, pero no llegó a debutar con el equipo.

## Estadísticas de su carrera en la NBA

### Temporada regular
| Temporada | Edad | Equipo          | Liga | P  | TIT | MIN | TC  | TCA | %TC  | 3P | 3PA | %3P | TL  | TLA | %TL  | R.OF. | R.DEF. | REB | ASIS | ROB | TAP | PER | FP  | PTS |
| 1966-67   | 21   | New York Knicks | NBA  | 19 |     | 4.9 | 0.3 | 1.9 | .167 |    |     |     | 0.5 | 1.1 | .450 |       |        | 1.1 | 0.8  |     |     |     | 0.9 | 1.1 |
| Total     |      |                 | NBA  | 19 |     | 4.9 | 0.3 | 1.9 | .167 |    |     |     | 0.5 | 1.1 | .450 |       |        | 1.1 | 0.8  |     |     |     | 0.9 | 1.1 |

### Playoffs
| Temporada | Edad | Equipo          | Liga | P | MIN | TCA | TC | 3PA | 3P | TLA | TL | R.OF. | REB | ASIS | ROB | TAP | PER | FP | PTS | %TC  | %3P | %FT | MIN | PTS | REB | AST |
| 1966-67   | 21   | New York Knicks | NBA  | 1 | 7   | 1   | 5  |     |    | 0   | 0  |       | 3   | 1    |     |     |     | 0  | 2   | .200 |     |     | 7.0 | 2.0 | 3.0 | 1.0 |
| Total     |      |                 | NBA  | 1 | 7   | 1   | 5  |     |    | 0   | 0  |       | 3   | 1    |     |     |     | 0  | 2   | .200 |     |     | 7.0 | 2.0 | 3.0 | 1.0 |